# Little Canada
Little Canada è un comune (city) degli Stati Uniti d'America della contea di Ramsey nello Stato del Minnesota. Si tratta di un sobborgo dell'anello interno dell'area metropolitana di Minneapolis-Saint Paul. La popolazione era di 9,773 persone al censimento del 2010.

## Storia
Nel 1844, il colono franco-canadese Benjamin Gervais si spostò a nord di Saint Paul per rivendicare un territorio al fine di costruire un mulino per la macinazione dei cereali nel Minnesota che era indipendente dal governo. Oggi, il grande lago sul lato est di Little Canada porta il suo nome (Lago Gervais). Il mulino è stato convertito in un parco, che è riconosciuto come il luogo di nascita della città. Little Canada ha cominciato come township di New Canada nel 1858. Negli anni 50 la township è stata minacciata dalla espansione suburbana da parte di comunità più grandi che si sono formate, come ad esempio Maplewood. Nel 1953, i governatori della città si riunirono e decisero di creare il villaggio di Little Canada. Successivamente è diventata una città nel 1974.

## Geografia fisica
Secondo lo United States Census Bureau, ha un'area totale di 4,48 miglia quadrate (11,60 km²).

## Società

### Evoluzione demografica
Secondo il censimento del 2010, c'erano 9,773 persone.

### Etnie e minoranze straniere
Secondo il censimento del 2010, la composizione etnica della città era formata dal 74,6% di bianchi, il 6,6% di afroamericani, lo 0,5% di nativi americani, il 13,1% di asiatici, il 2,7% di altre etnie, e il 2,5% di due o più etnie. Ispanici o latinos di qualunque etnia erano il 5,8% della popolazione.

## Amministrazione

### Gemellaggi
- Thunder Bay, dal 1977